# جاك أندريه
جاك أندريه (بالفرنسية: Jacques Andre)‏ هو طيار فرنسي، ولد في 25 فبراير 1919 في باريس في فرنسا، وتوفي في 2 أبريل 1988 في أنتيب في فرنسا.

## وصلات خارجية
- جاك أندريه على موقع الاتحاد الفرنسي لألعاب القوى (الفرنسية)
- جاك أندريه على موقع أوليمبيديا (الإنجليزية)